# Вашингтонська національна опера
Вашингтонська національна опера (Washington National Opera, WNO) — театр і оперна компанія у Вашингтоні.
Заснована 1957 року як Вашингтонське оперне товариство, 2000 року Конгрес надав товариству статус національної оперної компанії (National Opera Company). Вистави Вашингтонської опери проходять у театрі при Центрі видовищних мистецтв ім. Кеннеді.
З 1996 року директором театру є Плачідо Домінго, який раніше, 1986 року, вперше виступив на його сцені у прем'єрі опери Джанкарло Менотті «Гойя», а також у сезоні 1988/89 років в опері «Тоска» Дж. Пуччіні.
Компанія під назвою «Вашингтонська національна опера» існувала також у 1919—1936 роках, проте сучасний театр не є її наступником.